# Buddleja blattaria
Buddleja blattaria är en flenörtsväxtart som beskrevs av Macbride. Buddleja blattaria ingår i släktet buddlejor, och familjen flenörtsväxter. Inga underarter finns listade i Catalogue of Life.